# Oviparidad

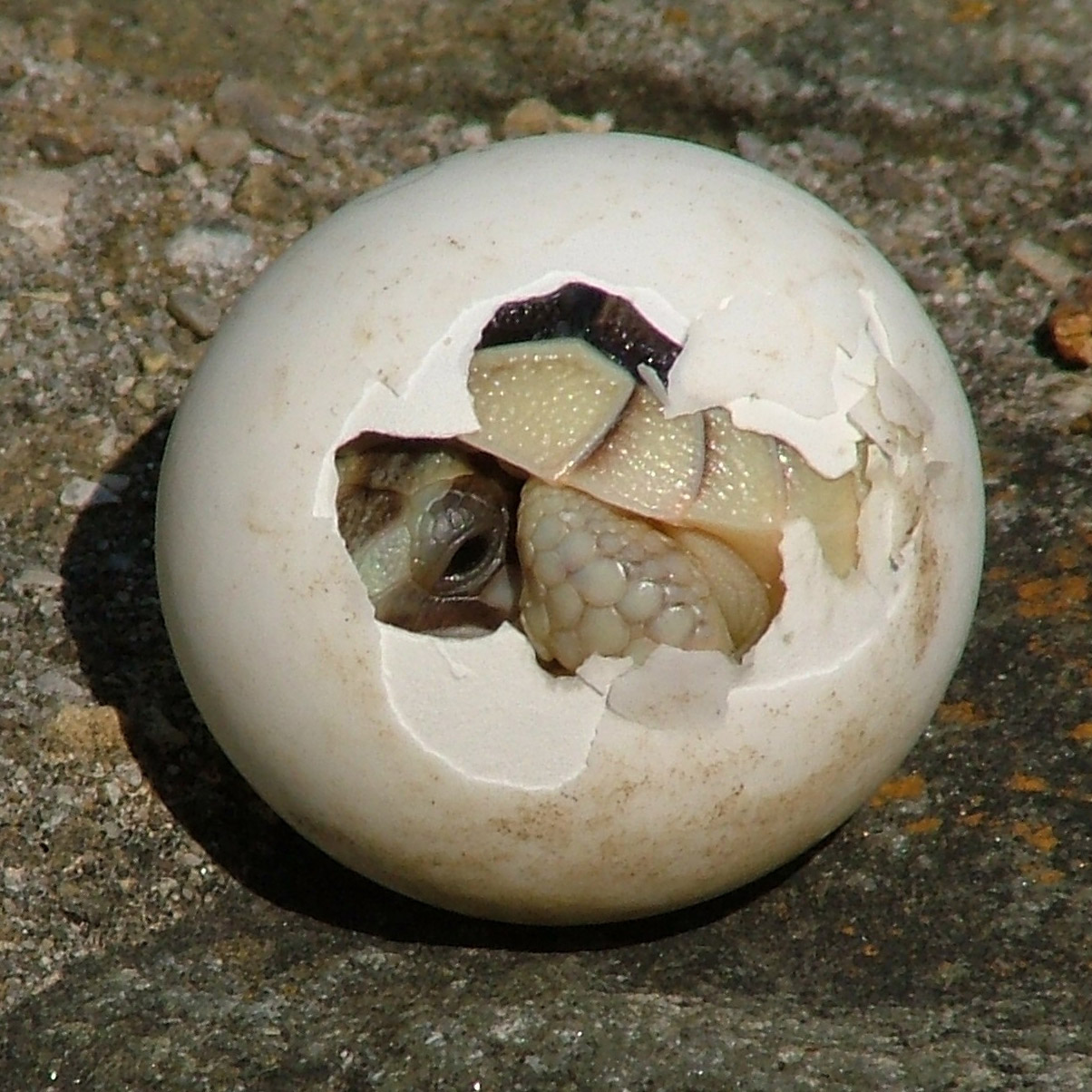
Eclosión de un huevo de tortuga.

Un animal ovíparo (del latín ovum, 'huevo', y parire, 'parir') presenta una modalidad de reproducción que incluye el depósito de huevos en el medio externo donde completan su desarrollo embrionario antes de la eclosión. Son ovíparos la totalidad de las aves así como la mayoría de los insectos, peces, anfibios y reptiles. Entre los mamíferos solo son ovíparos los monotremas (el ornitorrinco y los equidnas).
Los animales que producen huevos secos que son puestos al aire, como aves, reptiles o insectos, los depositan después de haber seguido un procedimiento de fecundación interna. Los que producen huevos blandos que son puestos en el agua (peces, crustáceos, anfibios...) son depositados sin fecundar, la fecundación se produce cuando el macho vierte su esperma entre los huevos mientras la hembra los deposita (fecundación externa). Estos animales son llamados ovulíparos.
Se denomina ovíparos a todos aquellos animales cuyas hembras ponen huevos, así como los reptiles, los anfibios y las aves.
Cada especie varía en cuanto a la producción de huevos, según su temporada de reproducción, como la tortuga marina que producen entre 70 y 190 huevos, hasta las aves que pueden producir huevos por debajo de las dos docenas.

## Modos de reproducción
Los modos tradicionales de reproducción incluyen la oviparidad, que se considera la condición ancestral, tradicionalmente donde se generan ovocitos no fertilizados u óvulos fertilizados, y la viviparidad incluye tradicionalmente cualquier mecanismo donde los jóvenes nacen vivos, o donde el desarrollo de los jóvenes es protegido por cualquiera de los padres en el interior o sobre alguna parte de su cuerpo.
En todos los casos, excepto en casos de ovuliparidad, la fuente principal de alimento para el embrión es el material de la yema de huevo depositado en el huevo por el sistema reproductivo de la madre (la vitelogénesis). Se dice que los descendientes que dependen de la yema de esta manera son lecitotróficos (a diferencia de los matrotróficos), lo que literalmente significa "alimentarse de la yema".
La distinción entre las definiciones de oviparidad y ovuliparidad reduce necesariamente el número de especies cuyos modos de reproducción se clasifican como ovíparas, ya que ya no incluyen las especies ovíparas como la mayoría de los peces, la mayoría de las ranas y muchos invertebrados. Dichas clasificaciones son en gran medida por conveniencia y, como tales, pueden ser importantes en la práctica, pero hablando en contextos en los que la distinción no es relevante, es común agrupar ambas categorías como "ovíparas".